# Nivågård
Nivågård er et gods (men trods sin størrelse ikke en herregård), som ligger i Karlebo Sogn i Fredensborg Kommune og er oprettet i 1767 af Adam von Lüttichau og blev kaldt Nivaa Havnegaard. Den var fra begyndelsen knyttet til galejhavn, der var planlagt 1753, men som blev opgivet. Navnet Nivaagaard er fra 1793. Hovedbygningen med kamtakkede gavle er opført i 1880-81 ved Ferdinand Vilhelm Jensen efter en brand i efteråret 1879. Efterhånden blev Nivågård under Hage-slægtens ejerskab fra 1862 og frem den dominerende faktor i Nivås udvikling, idet der blev anlagt havne, teglværker (Nivaagaards Teglværk) mm.
I 1900 havde Nivågård et omfang af 44 tønder hartkorn, 500 tønder land, hvoraf 440 ager og eng, 30 skov 30 rørskær, veje, Nivåen mm. Teglværket producerede da ca. 8 mio. sten årligt. Nive Mølle hørte til gården.
Parken anlagdes ca. 1901-02 af Edvard Glæsel. En ny stor rhododendronpark blev indviet i 2007. I parken på Nivågård blev der i 1903 opført en museumsbygning ved Johan Schrøder som arkitekt til den omfattende malerisamling, som Johannes Hage i årenes løb skabte ved indkøb på de store europæiske auktioner.
Nivaagaard Gods er på 143 hektar.

## Ejere af Nivågård
- (1753-1767) Kronen
- (1767-1793) Kronen / Adam Mogens Holger von Lüttichau
- (1793-1797) Adam Mogens Holger von Lüttichau
- (1797) Georg Christopher Hauch
- (1797-1802) Johan Jørgen Løwe
- (1802-1808) assessor Kræfting
- (1808-1810) Haagen Christian Astrup
- (1810-1812) Brinck-Seidelin
- (1812-1813) Johan Frederik Bardenfleth / R.A.L. von Qualen
- (1813-1831) R.A.L. von Qualen
- (1831-1834) Frederik Burmeister
- (1834-1847) P.M. Hagen
- (1847-1857) V. Engelsted
- (1857-1862) Synnestvedt
- (1862-1872) Alfred Hage
- (1872) Enkefru Hage
- (1872-1923) Johannes Hage
- (1923-) Den Hageske Stiftelse